# 西口利平

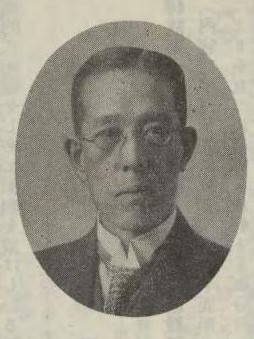
西口利平

西口 利平（にしぐち りへい、1870年6月4日（明治3年5月6日） - 1932年（昭和7年）12月2日）は、日本の発明家。旧姓名は前田伊三郎。

## 人物
伊勢国（現在の三重県）出身。東洋紡績の前身である三重紡績に入り、1900年（明治33年）に製網機を発明した。同年、西口つねと結婚して西口家の家督を相続し、「西口利平」に改名した。
1902年（明治35年）に独立し、1904年（明治37年）に三重製網を設立し社長となった。編網機の発明により、1926年に全国発明表彰功労賞を受賞している（7つの個人・団体のうちの1）。
四日市米穀取引所監査役、四日市土地建物株式会社取締役、日進工業株式会社監査役、四日市商工会議所会頭などを務めた。また四日市市議会では、1920年10月から1921年12月まで副議長、1924年10月から1925年4月まで議長を、それぞれ務めた。

## 特許
- 特許第4271号 編網機